# گلوبال اوییشن و سرویسز گروپ
گلوبال اوییشن و سرویسز گروپ (به انگلیسی: Global Aviation and Services Group) یک شرکت هواپیمایی با کد یاتا 5S است که در تاریخ ۲۰۰۳ میلادی تأسیس شده‌است. دفتر مرکزی گلوبال اوییشن و سرویسز گروپ در فرودگاه بین‌المللی میتیگا واقع شده‌است و به ۳ مقصد، پرواز انجام می‌دهد.